# 庾詵
庾 詵（ゆ しん、455年 - 532年）は、南朝斉から梁にかけての学者・隠者。字は彦宝。本貫は南陽郡新野県。

## 経歴
幼くして聡明で機知に富み、熱心に学問に励んだ。蕭衍は若い頃から庾詵と仲が良く、かれを高く評価していた。蕭衍が東征の軍を起こすと、庾詵は平西府記室参軍として呼び出されたが、応じなかった。柳惲が交友を求めたが、庾詵は遠ざけて受け入れなかった。湘東王蕭繹が荊州刺史となると、庾詵は鎮西府記室参軍とされたが、就任しなかった。普通年間、武帝（蕭衍）により黄門侍郎に任じられたが、庾詵は病と称して赴かなかった。
晩年には仏教を尊崇して、宅内に道場を立て、『法華経』を毎日1回唱えていた。中大通4年（532年）、死去した。享年は78。諡は貞節処士といった。編著に『帝暦』20巻・『易林』20巻・『続江陵記』1巻・『晋朝雑事』5巻・『総抄』80巻があり、当時に通行した。
子に庾曼倩があった。

## 人物・逸話
- 経書や史書や諸子百家の大要を把握し、讖緯の解釈や囲碁の上手さでは当時に冠絶していた。
- 平易質朴を尊び、山林と泉石を特に愛した。かれの10畝の宅は山池が半分を占めていた。
- 庾詵は菜食で粗末な衣を着て暮らし、産業を経営しようとしなかった。
- 庾詵が舟に乗って田地から帰るにあたって、米150石を載せ、ある人に30石を預けた。帰宅すると、荷物を預けた者に「君は30斛、わたしは150石だ」と言われた。庾詵は黙って何も言わず、そのほしいままに取らせた。
- 隣人が盗人として誣告され、裁判にかけられた。庾詵はその無罪であることを確信して、書物を質に入れて銭2万を調達し、門生を隣人の親と偽って、保証金を代納させた。隣人が赦免され、庾詵に感謝を述べると、庾詵は「わたしは天下の無辜を誇るもので、感謝を期待したわけではありません」と答えた。
- 庾詵が仏教に帰依するようになったころ、夜中に願公を自称する道人が現れて、庾詵のことを上行先生と呼び、香を授けて去った。
- 中大通4年（532年）、庾詵が昼寝をしていたところ、突然に驚いて目を覚まし、「願公が再び来た。長く生きることはできまい」といった。言い終えると亡くなった。
- 庾詵が死去すると、部屋にいた人々は「上行先生はすでに弥陀の浄域に生まれ変わった」という声を空中から聞いた。

## 伝記資料
- 『梁書』巻51 列伝第45
- 『南史』巻76 列伝第66